# La bien pagá
«La bien pagá» es una canción compuesta por Juan Mostazo con letra de Ramón Perelló, que se estrenó en 1936 y fue popularizada por la versión de Miguel de Molina a partir de 1938.

## Descripción
Encuadrada dentro del género conocido como Copla y con una forma musical de zambra, el tema ha conocido dos versiones que difieren líricamente. 
La primera versión narra la respuesta que una mujer da a un supuesto amante que le echa en cara que solo le haya querido mientras había sido mantenida, acusándola de desagradecida. La originalidad de esta versión está en la crudeza con la que la mujer reconoce su liviandad hasta confesar que ha encontrado el amor sincero en otro hombre.
La versión que popularizó Miguel de Molina intercambia los roles y describe la desgarradora separación de una tormentosa relación en la que el hombre echa en cara a la mujer que siempre tuvo que pagar por su amor y ahora ha encontrado otra buena mujer a la que no tiene que comprar favores.
La canción fue estrenada en 1936 por la cantante y actriz Blanquita Suárez. Aunque fue popularizada, desde 1938, con la voz de Miguel de Molina durante la guerra civil española, que el cantante vivió en la zona republicana.

## Labien pagáy el cine
En Argentina, donde se había exiliado tras la Guerra Civil, Miguel de Molina tuvo ocasión de interpretar el tema en la película Ésta es mi vida (1952), de Román Viñoly Barreto. 
El tema está incluido en la banda sonora de la película Canciones para después de una guerra (1971), de Basilio Martín Patino. Sara Montiel la interpretó en la película Varietés (1971), de Juan Antonio Bardem. 
Posteriormente, ya durante la década de 1980, fue Pedro Almodóvar quien puso su voz junto a Fabio McNamara en ¿Qué he hecho yo para merecer esto? (1984), disfrazados el primero de húsar de la armada y el segundo de "Escarlata O'Hara".
Finalmente, también se incluye en Las cosas del querer 2 (1995), de Jaime Chávarri, interpretado por Manuel Bandera.

## Interpretaciones significativas
Esta copla ha sido interpretada, entre otros, por:
- Blanquita Suárez (1936) (versión original sin registro)
- Pastora Soler (1936) (versión original)
- Angelillo (1943)
- Mikaela (1959)
- Sara Montiel (1971)
- Manolo Escobar (1976)
- Rocío Jurado (1981)
- Carlos Cano (1989)
- Raphael (1990)
- Joaquín Sabina (1999)
- elbicho (2003)
- Diego El Cigala y Bebo Valdés (2003)
- Martirio (2004)
- Diana Navarro (2008)
- Miguel Poveda (2009)
- Ángel Ruiz (2013)*
- Isabel Pantoja

(*) En el espectáculo-homenaje Miguel de Molina al desnudo.